# Listă de localități dispărute din statul Oklahoma

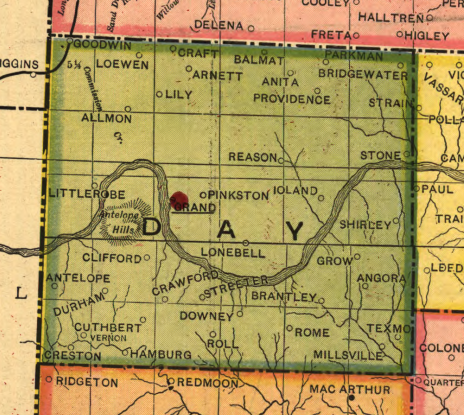
Doar urmele rămân din localitatea Grand, fostul sediu al comitatului Old Day County.

Această pagină este o listă de comunități abandonate din statul Oklahoma.
Comunitățile abandonate din statul Oklahoma nu mai au rezidenți permanenți, iar adesea urmele lor fizice sunt slabe sau nu mai există defel. Multe dintre aceste comunități au jucat diferite roluri în istoria, fondarea și creșterea statului.
Multe dintre localitățile fondate în anii timpurii ai Goanei spre Vest, fondate de companii de căi ferate, de guvernul american sau de speculanți nu au fost capabile ca să prospereze după fondarea inițială a așezămintelor. Alte comunități, care s-au format în jurul școlilor rurale, a oficiilor poștale sau a unor magazine de bunuri generale, au decăzut atunci când punctele inițiale de atracție au fost închise sau au fost mutate. Mai multe așezări importante ale nativilor americani s-au dezvoltat în jurul forturilor de frontieră, a târgurilor și locurilor publice, a agențiilor ale nativilor americani sau în apropierea locurilor în care resursele naturale au atras crearea de așezări permanente. Localitățile create în jurul câmpurilor petroliere (așa numitele oil boom towns) au dispărut la fel de repede așa cum apăruseră atunci când "goana după țiței" se terminase.
De cele mai multe ori, comunitățile abandonate din Oklahoma diferă de cele de "orășele fantomă" (așa numitele "ghost towns"), întrucât cele din urmă nu au (depinzând după punctul de vedere)locuitori, clădiri, atât civile cât și guvernamentale.
Aceste locuri adandomate din statul Oklahoma se găsesc întotdeuna pe pământ deținut privat, statal, federal sau tribal. Ca atare, legi care împiedică trecerea liberă se aplică.

 Listele de mai jos conțin toate comitatele și localitățile statului Oklahoma
- Listă de comitate din statul Oklahoma
- Listă de orașe din statul Oklahoma - (cities)
- Listă de localități mici din statul Oklahoma - (towns)
- Listă de cantoane din statul Oklahoma - (townships)
- Listă de comunități desemnate pentru recensământ din statul Oklahoma - (CDPs)
- Listă de comunități neîncorporate din statul Oklahoma
- Listă de comunități abandonate din statul Oklahoma - (ghost towns)

Cuprins: Început - 0–9 A B C D E F G H I J K L M N O P Q R S T U V W X Y Z

## A
| Comunitate | Comitatul            | Sursa citată |
| Alpha      | Comitatul Kingfisher | USGS, Shirk  |

## B
| Comunitate | Comitatul          | Sursa citată |
| Bell       | Comitatul Le Flore | USGS, Shirk  |
| Bethel     | Comitatul Grant    | Shirk        |

## C
| Comunitate                   | Comitatul                  | Sursa citată |
| Charleston                   | Comitatul Harper           | USGS         |
| Chahta Tamaha (Choctaw Town) | Actualul comitat McCurtain | CofO         |
| Clarkson                     | Comitatul Payne            | Shirk        |

## D
| Comunitate | Comitatul                | Sursa citată |
| Doaksville | Actualul comitat Choctaw | Shirk        |

## G
| Comunitate | Comitatul       | Sursa citată |
| Grand      | Comitatul Ellis | Shirk.       |

## H
| Comunitate | Comitatul          | Sursa citată |
| Hale       | Comitatul Tulsa    | USGS         |
| Harrison   | Comitatul Sequoyah | Shirk        |

## L
| Comunitate | Comitatul                             | Sursa citată |
| Liberty    | Comitatul Canadian și Comitatul Noble | Shirk        |

## M
| Comunitate         | Comitatul                  | Sursa citată |
| Miller Court House | Actualul comitat McCurtain | CofO         |